# Snowboardowe konkurencje alpejskie
Snowboardowe konkurencje alpejskie polegają na jak najszybszym przejechaniu trasy wyznaczonej przez tyczki na przygotowanym stoku. Używany jest tutaj mało popularny u osób jeżdżących rekreacyjnie "twardy" sprzęt, zapewniający znacznie lepszą kontrolę nad sposobem jazdy i uzyskanie dużych prędkości. Większość zawodów rozgrywa się zgodnie z wytycznymi FIS. Do konkurencji alpejskich należą:
- slalom (SL)

- slalom gigant (GS)

- slalom równoległy (PSL)

- slalom gigant równoległy (PGS).

Najczęściej rozgrywana konkurencja to PGS, będący od 2002 roku konkurencją olimpijską.
Slalom - tyczki ustawione są w odległościach 10–14 m od siebie. Konkurencja ta wymaga dobrej dynamiki - skręty wykanywane są z dużą częstotliwością. Nie osiąga się dużych prędkości.
Slalom gigant - odległości między tyczkami są większe i wynoszą 20–27 m. Wymaga precyzyjnego prowadzenia deski po odpowiednim torze i z odpowiednią dynamiką. Zawodnicy osiągają prędkości do 70 km/h.
Zawody mogą być rozgrywane w trybie pojedynczym lub równoległym. Tryb pojedynczy wygląda analogicznie jak w nartach - wszyscy zawodnicy zjeżdżają dwa przejazdy po tej samej trasie, a o wyniku decyduje suma czasów. W trybie równoległym najpierw odbywają się dwa przejazdy kwalifikacyjne. Numery nieparzyste jadą po jednym torze, parzyste po drugim. Do drugiego przejazdu wchodzi po szesnastu zawodników z obu torów, którzy następnie jadą po drugim torze. Wynikiem kwalifikacji jest suma czasów zawodnika z przejazdów po obu torach. W finałach szesnastu najlepszych po kwalifikacjach zawodników ściga się parami (zwykle dwa przejazdy - na drugi zawodnicy zamieniają się torami) według tabeli. Zwycięzca przechodzi etap wyżej.